# Jacobin
Jacobin es una revista trimestral socialista estadounidense con sede en Nueva York. Ofrece perspectivas sobre política, economía y cultura. En 2021, su tirada impresa de pago era de 75.000 ejemplares.

## Historia y panorama general
La publicación comenzó como una revista en línea lanzada en septiembre de 2010, ampliándose a una revista impresa más tarde ese mismo año. El fundador de Jacobin, el escritor Bhaskar Sunkara, la describe como una publicación radical que es "en gran medida el producto de una generación más joven que no está tan atada a los paradigmas de la Guerra Fría que sostenían los viejos medios intelectuales de izquierda como Dissent o New Politics, pero que sigue deseando confrontar, en lugar de presentar, las cuestiones que surgieron de la experiencia de la izquierda en el siglo XX".
En 2014, Sunkara dijo que el objetivo de la revista era crear una publicación que combinara una política decididamente socialista con la accesibilidad de títulos como The Nation y The New Republic. También la ha contrastado con las publicaciones asociadas a pequeños grupos de izquierda, como Socialist Worker e International Socialist Review de la Organización Socialista Internacional, que estaban orientadas a los miembros del partido y a otros socialistas revolucionarios, buscando un público más amplio que esas obras sin dejar de anclar la revista en una perspectiva marxista. En una entrevista que concedió en 2018, Sunkara dijo que su intención era que Jacobin desempeñara en la izquierda contemporánea un papel similar al emprendido por National Review en la derecha de la posguerra, es decir, "cohesionar a la gente en torno a un conjunto de ideas, e interactuar con la corriente principal del liberalismo con ese conjunto de ideas".
La popularidad de Jacobin aumentó con la creciente atención sobre las ideas de izquierda estimulada por la campaña presidencial de Bernie Sanders en 2016, y las suscripciones se triplicaron de 10.000 en el verano de 2015 a 32.000 a partir del primer número de 2017, con 16.000 de los nuevos suscriptores añadidos en los dos meses posteriores a la elección de Donald Trump.
A finales de 2016, el equipo editorial de Jacobin se sindicalizó, incluyendo un total de siete miembros a tiempo completo y parcial. Un editor asociado y copresidente del sindicato explicó que Jacobin había tenido recientemente suficientes miembros a tiempo completo para justificar la sindicalización.
En la primavera de 2017, Jacobin lanzó una revista revisada por pares, Catalyst: A Journal of Theory and Strategy, que hoy es editada por el profesor de sociología Vivek Chibber de la Universidad de Nueva York y un pequeño consejo editorial. A partir de 2020, Catalyst empezó a contar con una base de 5.000 suscriptores.
En noviembre de 2018, se lanzó la primera edición en lengua extranjera de la revista, Jacobin Italia. Sunkara lo describió como "un modelo clásico de franquicia", en el que la publicación matriz proporciona asesoramiento editorial y se queda con una pequeña parte de los ingresos, pero por lo demás concede autonomía a la revista italiana. Una edición brasileña apareció en 2019, y una versión alemana comenzó a publicarse en 2020: esta última surgió de Ada, una revista online independiente creada en 2018 que publicaba principalmente traducciones de artículos de Jacobin. El primer número de la edición alemana incluía entrevistas con el político alemán Kevin Kühnert y la economista británica Grace Blakeley.
En abril de 2020, Jacobin lanzó su canal de YouTube con el programa Weekends con el comentarista político Michael Brooks y la presentadora de noticias Ana Kasparian. Brooks murió repentinamente en julio de 2020. En mayo del mismo año, algún tiempo después de que Bernie Sanders suspendiera su campaña presidencial de 2020, su antiguo asesor y redactor de discursos, David Sirota, se unió a Jacobin como director general.
En 2020, Jacobin se convirtió en miembro afiliado de la Internacional Progresista.
En 2021, se lanzó una versión en español de Jacobin, Jacobin América Latina.

## Nombre y logotipo
El nombre de la revista deriva del libro de 1938 The Black Jacobins: Toussaint L'Ouverture and the San Domingo Revolution, del escritor trinitense CLR James, en el que atribuye a los revolucionarios haitianos una mayor pureza en cuanto a su apego a los ideales de la Revolución Francesa que a los jacobinos franceses. La revista religiosa conservadora First Things criticó la pretensión de Jacobin de representar a Toussaint Louverture, señalando el catolicismo devoto de Louverture, su oposición a las masacres de los antiguos propietarios de esclavos y sus acciones con los antiguos esclavos de las colonias.
Según el director creativo Remeike Forbes, el logotipo "Black Jacobin" de la revista, que se utiliza con frecuencia, se inspiró en una escena de la película Queimada que hace referencia al héroe nacional nicaragüense José Dolores Estrada.

## Colaboradores
Entre los colaboradores destacados de Jacobin, se encuentran Slavoj Žižek, Yanis Varoufakis, Hilary Wainwright, Kareem Abdul-Jabbar, Jeremy Corbyn, Pablo Iglesias Turrión y Jon Trickett. Sunkara ha dicho que considera que "todos nuestros escritores encajan dentro de una amplia tradición socialista", señalando que la revista publica a veces artículos de liberales y socialdemócratas, pero que dichos artículos están escritos desde una perspectiva que es coherente con la visión editorial de la revista, diciendo que "podríamos publicar un artículo de un liberal que aboga por la sanidad de pago único, porque está pidiendo la desmercantilización de un sector; y como creemos en la desmercantilización de toda la economía, encaja". En cuanto a la procedencia sociológica de los colaboradores, Sunkara reconoció que la mayoría son menores de 35 años y afirmó que "hay muchos estudiantes de posgrado, jóvenes profesores adjuntos o titulares. También participan bastantes organizadores e investigadores sindicales [...] y personas que trabajan en ONGs o en torno al derecho a la vivienda, ese tipo de cosas".

## Ideología
Jacobin ha sido descrito de diversas maneras como socialista democrático, socialista y marxista. En noviembre de 2013, Max Strasser escribió para el New Statesman que Jacobin pretende "tomar el manto del pensamiento marxista de Ralph Miliband y una vena similar de socialismo democrático". Según un artículo publicado en septiembre de 2014 por el Nieman Journalism Lab, Jacobin es una revista de "pensamiento socialista democrático".
En enero de 2013, The New York Times publicó un perfil de Sunkara, comentando el inesperado éxito de la publicación y su compromiso con el liberalismo dominante. En un artículo de octubre de 2013 para Tablet, Michelle Goldberg habló de Jacobin como parte de un renacimiento del interés por el marxismo entre los jóvenes intelectuales. En febrero de 2016, Jake Blumgart, que colaboró con la revista en sus primeros años, afirmó que "encontró un público al mezclar el análisis basado en datos y los comentarios marxistas con un estilo irreverente y accesible".
En una entrevista de 2014 publicada en New Left Review, Sunkara nombró una serie de influencias ideológicas en la revista, incluyendo a Michael Harrington, a quien describió como "muy infravalorado como divulgador del pensamiento marxista"; Ralph Miliband y otros como Leo Panitch que fueron influenciados por el trotskismo sin abrazarlo completamente; teóricos que trabajan en la tradición eurocomunista; y "radicales de la Segunda Internacional", incluyendo a Vladimir Lenin y Karl Kautsky.
En abril de 2016, el filósofo estadounidense Noam Chomsky calificó la revista como "una luz brillante en tiempos oscuros".
En un artículo publicado en marzo de 2018 en el Weekly Worker, Jim Creegan destacó la asociación de varios de los editores y escritores de la revista con los Socialistas Democráticos de América (DSA), describiendo a Jacobin como "lo más parecido a una publicación insignia de la izquierda del DSA", al tiempo que destacaba la diversidad política de los colaboradores, incorporando "a todos, desde liberales socialdemócratas hasta revolucionarios declarados". También señaló varios rasgos de la postura editorial de la publicación, a saber, su rechazo al anticomunismo; su escepticismo respecto a la posibilidad de que el Partido Demócrata se transforme en un movimiento socialdemócrata mediante la presión interna, abogando en cambio por la formación de un partido obrero independiente de masas; la crítica a los partidos de la Internacional Socialista, que, según ellos, han sido responsables de la imposición de las políticas de austeridad neoliberales; y la convicción de que el modelo nórdico de socialdemocracia es, en última instancia, inviable y de que la única alternativa al capitalismo sería que los movimientos obreros y socialistas militantes lucharan por sustituir el capitalismo por el socialismo.